# Ichneumon hypermelanos
Ichneumon hypermelanos är en stekelart som beskrevs av Heinrich 1961. Ichneumon hypermelanos ingår i släktet Ichneumon och familjen brokparasitsteklar. Inga underarter finns listade i Catalogue of Life.